# Jonas Bager
Jonas Bager (født 18. juli 1996) er en dansk professionel fodboldspiller, der spiller som forsvarsspiller for den den svenske Allsvenskan klub IFK Göteborg.

## Karriere

### Randers FC
Jonas Bager fik sin debut i Superligaen den 28. november 2015, da han blev skiftet ind i det 58. minut i stedet for Mads Agesen i 1-0-sejren hjemme over FC Nordsjælland.
Skiftede i sommerpause 2019 til den belgiske 2. divisionsklub Royale Union Saint Gilloise.